# طومسون توينز

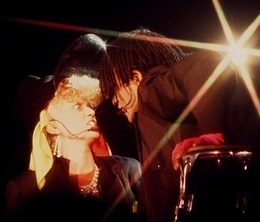
ألانا كوري وجو ليوي 1984

طومسون توينز (بالإنجليزية: Thompson Twins)‏، فريق بريطاني لموسيقى البوب تشكل في أبريل 1977. في البداية كان الفريق يعزف موسيقى الموجة الجديدة، تحول إلى صوت موسيقى البوب السائد وحقق شعبية كبيرة خلال منتصف الثمانينيات، وسجل سلسلة من الأغاني الناجحة في المملكة المتحدة والولايات المتحدة وحول العالم. في عام 1993، قام الفريق بتغيير اسمه إلى بابل Babble ليعكس تغييرهم في الموسيقى من موسيقى البوب إلى موسيقى البوب المتأثرة بالهدوء (dub-influenced chiأll-out) واستمروا حتى عام 1996، وعند هذه النقطة تم حل المجموعة بشكل دائم.
تم تسمية الفريق على اسم المحققين المتعثرين طومسون وطومسون في حلقات الرسوم الكاريكاتورية «تان تان» الهزلية.  
كان الفريق يتكون من 7 أفراد، في مراحل مختلفة، ولكن أشهر ظهورهم كان كثلاثية بين عامي 1982 و 1986، وأصبح الفريق عملاً بارزًا في الولايات المتحدة خلال الغزو الموسيقي البريطاني الثاني، وفي عام 1985 قدموا عروضهم في Live Aid (حفل موسيقي أقيم يوم السبت 13 يوليو 1985، بالإضافة إلى مبادرة لجمع التبرعات على أساس الموسيقى) في فيلادلفيا، حيث انضمت إليهم مادونا على خشبة المسرح.

## أعضاء الفريق
توم بيلي: جيتار باس - جيتار - لوحات مفاتيح - غناء (1977- 1993)
جو ليوي: كونغاس - إيقاع - لوحات مفاتيح - غناء (1981- 1986)
ألانا كوري: طبول - إيقاع - غناء (1981- 1993)
بيت دود: جيتار - غناء (1977- 1982)
جون روج: جيتار (1977- 1982)
جون بودجورسكي: طبول (1977- 1978)
أندرو إيدج: طبول (1978-1979
كريس بيل: طبول (1979- 1982)
جين شورتر: ساكسفون (1981)
ماثيو سيليجمان: جيتار باس (1981-1982) (توفي عام 2020)

## ألبومات الاستوديو للفريق
منتج من... (مشاركة) (1981) A Product Of... (Participation)
مجموعة (1982) Set
خطوة سريعة وركلة جانبية (1983) Quick Step and Side Kick
في الفجوة (1984) Into the Gap
إليكم أيام المستقبل (1985) Here's to Future Days
بالقرب من العظام (1987) Close to the Bone
القمامة الكبيرة (1989) Big Trash
كوير (1991) Queer

## وصلات خارجية
- طومسون توينز على موقع IMDb (الإنجليزية)
- طومسون توينز على موقع ميوزك برينز (الإنجليزية)
- طومسون توينز على موقع أول ميوزيك (الإنجليزية)
- طومسون توينز على موقع ديسكوغز (الإنجليزية)

https://www.officialcharts.com/artist/19863/thompson-twins/ طومسون توينز